# Primo Nebiolo
Primo Nebiolo (ur. 14 lipca 1923 w Turynie, zm. 7 listopada 1999 w Rzymie) – włoski działacz sportowy, przewodniczący IAAF w latach 1981-1999.

## Życiorys
Studiował nauki polityczne i prawo na Uniwersytecie Turyńskim. Był prezesem wielu firm, w szczególności budowlanych.
Podczas II wojny światowej służył jako ochotnik na wielu ważnych stanowiskach we włoskiej armii. W 1943 włączył się do ruchu partyzanckiego. Za jego odwagę i waleczność, 25 kwietnia 1945 został mianowany przez Komitet Wyzwolenia Narodowego (CLN) generalnym inspektorem w rządzie włoskim w Piemoncie.
Związany z działalnością sportową, pełnił funkcję m.in. przewodniczącego uniwersyteckiego klubu sportowego CUS Torino. Był organizatorem Akademickich Mistrzostw Świata w Lekkiej Atletyce w 1975 w Rzymie i Mistrzostw Świata w Narciarstwie Alpejskim w 1976 w Livigno. Nebiolo piastował również kierownicze stanowiska w ruchu olimpijskim. W latach 1981–1999 był przewodniczącym lekkoatletycznego związku IAAF. Od 2000 w Turynie rozgrywany jest Memoriał Primo Nebiolo.

## Odznaczenia i wyróżnienia
Włoskie:
- Krzyż Wielki Orderu Zasługi Republiki (1975)[1]
- Wielki Oficer Orderu Zasługi Republiki (1971)[2]

Zagraniczne:
- Krzyż Wielki Zasługi dla Sportu (Portugalia, 1989)
- Order Gwiazdy Ludowej Republiki (Węgry, 1989)
- Order Zasługi Republiki (Węgry, 1995)
- Krzyż Wielki Orderu Izabeli Katolickiej (Hiszpania, 1991),
- Wielka Wstęga I Klasy Orderu Świętego Skarbu (Japonia, 1991)
- Komandor Orderu Narodowego Lwa (Senegal, 1992)
- Złoty Order Olimpijski (1992)
- Krzyż Komandorski Orderu Zasługi RFN (Niemcy, 1993)
- Order Zasługi dla Sportu (Kuba, 1993)
- Wielki Oficer Orderu Leopolda II (Belgia, 1993)
- Honorowe obywatelstwo Sarajewa (Bośnia i Hercegowina, 1996)[5]
- Krzyż Komandorski z Gwiazdą Orderu Zasługi (Polska, 1997)[6]

oraz wiele tytułów honorowych (np. honorowa profesura prawa na Uniwersytecie w Atenach). W 1999 został Honorowym Obywatelem Bydgoszczy.